# Gamswiesenspitze
La Gamswiesenspitze est une montagne qui s’élève à 2 486 m d’altitude dans les Alpes de Gailtal, en Autriche.